# A winter in summertime
A winter in summertime is een ep van Karda Estra, verschenen in het najaar van 1998. De band bestond toen eigenlijk alleen uit Wileman en Bailey, die derden inschakelden bij de opnamen. Die vonden plaats in de geluidsstudio van Wileman "Twenty First" genaamd. De muziek is filmisch van karakter.

## Musici
- Richard Wileman – alle muziekinstrumenten
- Ileesha Bailey – zang, blokfluit
- Rachel Larkins – viool, altviool
- Zoë King – dwarsfluit en klarinet

## Muziek
Alle muziek van Wileman

| Nr. | Titel               | Duur |
| --- | ------------------- | ---- |
| 1.  | …from a deep sleep  | 4:06 |
| 2.  | Covert              | 4:06 |
| 3.  | Second sight        | 3:25 |
| 4.  | The excavation site | 3:06 |
| 5.  | Transference        | 6:09 |
| 6.  | Nightfall           | 3:41 |
| 7.  | Fatal flaw          | 2:51 |